# 2013년 발루치스탄 지진
2013년 파키스탄 지진은 파키스탄 표준시 2013년 9월 24일 16시 29분 48초에 진도 7.8의 지진이파키스탄 발루치스탄 주에서 발생한 지진이다. 208명의 사망자와 350명의 부상자가 발생했다.